# Santiago H. del Castillo
Santiago Horacio del Castillo (Bell Ville, Córdoba, 2 de mayo de 1898 - Córdoba, 16 de octubre de 1962) fue un político argentino perteneciente a la Unión Cívica Radical, gobernador de la provincia de Córdoba entre 1940 y 1943.

## Biografía
Santiago H. del Castillo nació en Bell Ville en 1898. Cursó sus estudios secundarios en la localidad de Chivilcoy, para luego graduarse de abogado en la Universidad Nacional de Córdoba.

## Carrera política
Se incorporó a la UCR en 1914, ocupando diversos cargos, entre ellos la presidencia del Comité de la ciudad de Córdoba (1931 y 1935).
En 1936 hasta 1939 fue ministro de gobierno de la provincia de Córdoba en el gabinete de Amadeo Sabattini.
Para lograr la candidatura a gobernador de Córdoba primero debió ir a internas dentro del radicalismo contra el sector Pro-Fusión que llevaba como candidato a Agustín Garzón Agulla acompañado por el exsenador provincial (1926-1930), Francisco Arena. La fórmula Del Castillo - Illia logró 31.908 contra 26.648 de Garzón Agulla - Arena.
Del Castillo llegó a la gobernación de Córdoba en 1940, siendo acompañado por el vicegobernador Arturo Illia (quien luego sería presidente de la Nación entre 1963 y 1966) hasta 1943 cuando el interventor federal se present en la Casa de Gobierno, donde el gobernador Santiago H. del Castillo le entregó el poder. Al día siguiente asistió junto con Del Castillo al acto del día de la bandera, que se realizó en la estación del ferrocarril en barrio Alta Córdoba

### Gabinete gubernamental[3]
| Gabinete gubernamental de Santiago H. del Castillo 1936-1940 | Gabinete gubernamental de Santiago H. del Castillo 1936-1940 | Gabinete gubernamental de Santiago H. del Castillo 1936-1940 |
| Cartera                                                      | Titular                                                      | Período                                                      |
| ------------------------------------------------------------ | ------------------------------------------------------------ | ------------------------------------------------------------ |
| Ministerio de Gobierno                                       | Emilio Baquero Lezcano                                       | 17 de mayo de 1940 - 19 de junio de 1943                     |
| Ministerio de Hacienda                                       | Pedro León                                                   | 17 de mayo de 1940 - 19 de junio de 1943                     |
| Ministerio de Obras Públicas                                 | Héctor Bobone                                                | 17 de mayo de 1940 - 19 de junio de 1943                     |

Fue candidato a diputado nacional en las Elecciones legislativas de Argentina de 1948 no resultando electo.
Entre los años 1950 y 1954 fue presidente del Cómité Nacional de la UCR.
Del Castillo fue candidato a vicepresidente en 1958, integrando la fórmula de la UCR del Pueblo junto a Ricardo Balbín, obteniendo 2.416.408 votos. Sin embargo, fueron derrotados por la fórmula de la UCR Intransigente, compuesta por Arturo Frondizi y Alejandro Gómez, que obtuvo 4.049.230 votos. Al respecto lanzó desde el congreso una fuerte crítica la presidencia de Frondizi:

"Qué le pasa Sr. Presidente? El Sr. Presidente no puede continuar con una política energética que niega su pasado.Defender las fuentes naturales de la riqueza del país con sentido nacional ¿Qué hay en materia de petróleo?; ¿qué hay en la política hidroeléctrica?; ¿qué hay con el carbón de Río Turbio?; ¿qué hay con esta política de miseria, de humillación de tipo económico que realiza?; ¿por qué todo esto?; ¿a dónde nos lleva el Sr. Presidente?. ¿Cómo puede permitir que se introduzcan extranjeros a dirigir la economía, que es dirigir la propia dignidad de la Nación, por intermedio del Fondo Monetario Internacional.o busque las soluciones mostrándose débil ante las Fuerzas Armadas; sea presidente de los argentinos;".

Sus tensas relaciones con Frondizi al que acusaba de traicionar su proyecto político lo llevó a quedar aislado en el ámbito nacional pesando varios intentos de intervención federal a la provincia y en la paralización total de la legislatura por parte del sector frondicista escamoteando los votos para sancionar leyes y reformas necesarias para la provincia. Gobernó sin presupuesto y con una legislatura que tumbaba sus proyectos, en su mandato no logró sancionar ninguna ley debiendo gobernar a base de edictos y decretos.
Durante sus últimos años de vida, realizó una decidida campaña de apoyo a la Revolución Cubana 
hecho que le valió no pocas críticas. Falleció en 1962, en Córdoba.
Un colegio técnico de la provincia de Córdoba, el IPEM n.º 77 de Barrio San Felipe (J.I.Díaz, 4.ª y 5.ª Sección, en Córdoba, Capital), lleva su nombre.[cita requerida]